# Aprostocetus bruzzonis
Aprostocetus bruzzonis är en stekelart som först beskrevs av Masi 1930.  Aprostocetus bruzzonis ingår i släktet Aprostocetus och familjen finglanssteklar. Arten är reproducerande i Sverige. Inga underarter finns listade i Catalogue of Life.